# 국도 제4호선 (타이완)
타이완 국도 제4호선은 타이완의 타이중시를 지나는 총연장 18.5km의 고속도로로, 행정명칭은 "국도 4호"(國道四號)이다.

## 연혁
- 2001년 11월 16일 : 칭수이 기종점에서 펑위안 기종점 (현 펑스 나들목)까지 구간 개통, 제한 속도는 80km/h
- 2002년 10월 : 중강 분기점에서부터 동쪽 구간의 제한 속도를 90km/h로 지정.
- 2003년 4월 : 전 구간 제한 속도를 90km/h로 지정.
- 2012년 6월 : 전 구간 제한 속도를 100km/h로 지정.
- 2018년 10월 : 타이중 순환선 선강허우리선 (허우선 로) 개통. 제한 속도를 70km/h로 지정.
- 2021년 11월 : 펑스 나들목 서쪽 방면 입구 개통.
- 2022년 1월 : 탄쯔 나들목에서 탄쯔 분기점까지 구간와 펑위안 연락로, 탄쯔 연락로 개통.
- 2022년 5월 : 펑스 나들목 동쪽 방면 출구 개통.
- 2023년 1월 : 펑스 나들목 (서쪽 방면 출구와 동쪽 방면 입구) 에서 탄쯔 나들목 (동쪽 방면 출구와 서쪽 방면 입구) 까지 구간 개통. 전선 개통 완료.

## 나들목 · 분기점
- 여기서 숫자는 진출입교차점 (IC 및 JC) 번호를 말하고, TG는 요금소(Tollgate), 는 휴게소(Service Area)를 뜻한다.
- 거리의 단위는 km이다.

| 번호 | 이름          | 중국어 이름            | 로마자 이름   | 구간 거리 | 누적 거리 | 접속 노선                                    | 소재지   | 소재지    | 비고                       |
| ---- | ------------- | ---------------------- | ------------- | --------- | --------- | -------------------------------------------- | -------- | --------- | -------------------------- |
|      | 칭수이 기종점 | 중국어: 清水端         | Qingshui      |           | 0.0       | 성도 제1호선 성도 제17호선                   | 타이중시 | 칭수이 구 |                            |
|      | 중강 분기점   | 중국어: 中港系統交流道 | Zhonggang JCT |           | 2.3       | 국도 제3호선                                 | 타이중시 | 칭수이 구 |                            |
|      | 선강 나들목   | 중국어: 神岡交流道     | Shengang IC   |           | 9.0       | 중133선 (허우선 로)                          | 타이중시 | 선강 구   | 타이중 순환선 선강허우리선 |
|      | 타이중 분기점 | 중국어: 台中系統交流道 | Taichung JCT  |           | 11.7      | 중산 고속공로                                | 타이중시 | 선강 구   |                            |
|      | 허우펑 나들목 | 중국어: 后豊交流道     | Houfeng IC    |           | 14.3      | 성도 제13호선                                | 타이중시 | 펑위안 구 |                            |
|      | 펑스 나들목   | 중국어: 豊勢交流道     | Fengshi IC    |           | 17.8      | 성도 제3호선 둥펑쾌속도로 (2026년 개통 예정) | 타이중시 | 펑위안 구 |                            |
|      | 탄쯔 나들목   | 중국어: 潭子交流道     | Tanzi IC      |           | 26.0      | 펑위안 연락로 탄쯔 연락로                    | 타이중시 | 탄쯔 구   |                            |
|      | 탄쯔 분기점   | 중국어: 潭子系統       | Tanzi JCT     |           | 28.0      | 성도 제74호선 (탄쯔, 다리, 타이핑방면)       | 타이중시 | 탄쯔 구   |                            |